# جان هاتن
جان هاتن (انگلیسی: John Hutton؛ زادهٔ ۶ مهٔ ۱۹۵۵) سیاست‌مدار اهل بریتانیا است.
وی که عضو حزب کارگر می‌باشد از سال ۲۰۰۸ تا ۲۰۰۹ وزیر دفاع بریتانیا بوده است.